# Амплификатор
Амплификатор (термоциклер, ПЦР-машина) — прибор, обеспечивающий периодическое охлаждение и нагревание пробирок, обычно с точностью не менее 0,1 °C. Амплификатор используется в молекулярной биологии для амплификации ДНК методом полимеразной цепной реакции. Современные амплификаторы позволяют задавать нужное количество циклов и выбирать оптимальные временные и температурные параметры для каждой процедуры цикла.

## Основной принцип
ДНК-амплификатор (термоциклер) является программируемым термостатом с возможностью циклического повторения программы. Важнейшими характеристиками амплификатора является скорость линейного изменения и точность поддержания температуры, чем они выше, тем выше скорость и качество ПЦР. Лучшие современные модели обеспечивают скорость нагрева/охлаждения и точность термостатирования до 8 °C/сек и 0,1 °C, соответственно.

## Устройство прибора
Основными элементами ДНК-амплификатора являются термоблок и системы термостатирования и управления.

### Термоблок
Термоблок служит для фиксации реакционных сосудов и обеспечения передачи тепла. В качестве реакционных сосудов как правило используются пробирки в том или ином исполнении. В практике наиболее часто используются одноразовые пластиковые пробирки объёмом 0,2 мл в виде отдельных пробирок, стрипов по 8 пробирок и 96-луночных планшетов. Применяется два типа термоблоков — твердотельный и роторный. Твердотельный представляет собой блок из сплава с высокой теплопроводностью с углублениями под реакционные сосуды, роторный только фиксирует пробирки, термостатирование воздушное. Оба типа имеют свои достоинства и недостатки и занимают свою нишу рынка, но приборы с твердотельным термоблоком распространены шире. Основные требования к термоблоку — высокая теплопроводность и однородность температуры, достигающая в лучших моделях 0,1 °C.
В современных моделях крышка термоблока оснащается нагревателем («горячая крышка», Hotlid) для предотвращения испарения реакционной смеси. Крышка имеет механический прижим для обеспечения плотного контакта реакционных сосудов с термоблоком и «горячей крышкой», часто регулируемый для использования с расходными материалами различной высоты. Управление регулируемым прижимом ручное или автоматизированное электромеханическое. Существует два основных варианта исполнения крышки термоблока — откидная и выдвижной термоблок (напоминает лоток CD-привода) с крышкой, размещённой внутри прибора. В устаревших моделях амплификаторов без «горячей крышки» для предотвращения испарения реакционной смеси требуется нанесение минерального масла поверх реакционной смеси.

### Система термостатирования
Термостатирование в современных амплификаторах производится с помощью элементов Пельтье с радиатором и вентилятором, что обеспечивает наибольшую скорость изменения температуры и меньшую зависимость от комнатной температуры, также надёжность и компактность за счёт упрощения конструкции. Термоблок с элементами Пельтле и радиатором находится в едином блоке, вентилятор чаще всего отдельно на шасси прибора и заодно охлаждает электронные компоненты прибора. Часто имеется возможность смены термоблока пользователем.
Ранее использовались следующие конструктивные решения:
- Набор твердотельных термоблоков или водяных бань с фиксированной температурой для каждой температурной «полки». Переход между температурными «полками» осуществлялся за счёт переноса реакционных сосудов механическим манипулятором. Повышенная сложность, большие габариты;
- Резистивный нагрев и воздушное охлаждение, принудительное или пассивное. Низкая скорость охлаждения, невозможность охлаждения ниже комнатной температуры. При пассивном охлаждении полная бесшумность;
- Резистивный нагрев и охлаждение проточной водой или холодильной установкой. Повышенная сложность, громоздкость, невозможность смены термоблока. Применение холодильной установки обеспечивает меньшую зависимость от комнатной температуры;

### Система управления
Система управления основана на встроенном микрокомпьютере и осуществляет контроль температурного режима согласно программе амплификации. Управление температурным режимом производится на основе показаний термодатчиков в термоблоке и математической модели, позволяющей точно выходить на заданную температуру, быстро стабилизировать её и обеспечивать равномерность температуры по термоблоку. Пользовательский интерфейс прибора состоит из алфавитно-цифрового или графического дисплея и клавиатуры. При запуске программы амплификации дисплей отображает название программы, текущий шаг, установленную и реальную температуру реакционной смеси. В случае использования графического дисплея производится более наглядное отображение шагов программы в виде диаграммы. Современные амплификаторы высокого класса оснащаются цветными сенсорными дисплеями высокого разрешения с интерфейсами, аналогичными интерфейсам мобильных устройств и рядом сервисных функций. Обычно имеется возможность подключения к внешнему компьютеру для управления амплификатором с него и ведения журналов работы. Амплификаторы начального уровня могут не иметь встроенного пользовательского интерфейса и управляться только с внешнего компьютера. Также часто имеется возможность подключения принтера для печати протоколов работы в соответствии с требованиями GLP. Многие современные приборы имеют возможность использования USB накопителя для расширения внутренней памяти и обмена программами амплификации. Для предотвращения потери образцов при перебое электропитания рекомендуется использование источника бесперебойного питания.

## Усовершенствования и дополнительные возможности
- Возможность проведения ПЦР в реальном времени (Real-Time PCR). Амплификатор оснащается детектором флуоресценции, регистрирующим флуоресцентный сигнал от реакционной смеси для построения графика накопления продукта ПЦР. Детектор флуоресценции может быть как дополнительной оснасткой, так и базовым оснащением. В приборах с твердотельным термоблоком детекция производится сверху через крышку пробирки, на качество могут влиять особенности реакционных сосудов, в амплификаторах с роторным термоблоком через нижнюю часть пробирки, что является предпочтительным ввиду минимальной толщины и повышенной прозрачности стенки пробирки. Амплификаторы с роторным термоблоком, как правило, выпускаются только в исполнении для ПЦР в реальном времени;
- Сменный термоблок. Единый модуль термоблока, включающий собственно термоблок, элементы Пельтье и радиатор, оснащается быстросъёмными фиксаторами и электрическим разъёмом для смены пользователем. Возможность смены термоблока пользователем позволяет использовать на одном базовом шасси термоблоки под различные типы реакционных ёмкостей, в том числе для ПЦР в реальном времени. Существуют сменные модули, состоящие из нескольких (2-3) уменьшенных термоблоков и термоциклеры с возможностью установки нескольких модулей термоблоков, позволяющие одновременно запускать несколько независимых ПЦР на одном амплификаторе;
- Температурный градиент. Возможность задания температурного градиента облегчает поиск оптимального температурного режима для наиболее эффективного прохождения ПЦР;
- Калькулятор температурных режимов на основе нуклеотидной последовательности праймеров. Помогает при подборе оптимального температурного режима;
- Возможность эмуляции поведения приборов предыдущих поколений, прежде всего скорости изменения температуры. Позволяет избежать дополнительной адаптации и повысить воспроизводимость при использовании тест-систем, оптимизированных на «медленных» амплификаторах предыдущих моделей;
- Электрифицированное открывание крышки термоблока позволяет использовать автоматизированные системы пробоподготовки с механизированной установкой и извлечением реакционных планшетов;
- Голосовое управление позволяет меньше касаться прибора перчатками, что снижает риск контаминации.